# Johan Peter Noack
Johan Peter Noack (født 14. oktober 1943 i Aarhus, død 20. december 2021) var en dansk historiker og forfatter, der var Danmarks rigsarkivar 1992-2009.

## Baggrund
Han var søn af teolog, professor og rektor Bent Noack og Margrethe Hørlück (1914-1969). Efter endt militærtjeneste, under hvilken han opnåede rang af løjtnant, blev Noack i 1970 cand.mag. i historie og russisk fra Aarhus Universitet og derefter videnskabelig medarbejder samme sted. Han arbejdede ved Historisk Institut som docent og sidenhen lektor med Nord- og Sydslesvigs nyere historie samt Sovjetunionens historie. I 1987 blev han leder af Institut for Grænseregionsforskning i Aabenraa og i 1989 dr.phil. med afhandlingen Det danske mindretal i Sydslesvig 1920-45.
Han var fra stiftelsen i 1987 medlem af Kulturværdiudvalget, der skal sikre umistelige kulturskatte inden for Danmarks grænser, og indtrådte i 20. maj 1992 i Det kongelige danske Selskab for Fædrelandets Historie.
Noack udgav i 2014 bogen Da Danmark blev Danmark, der er et opgør med den traditionelle opfattelse af krigen i 1864.

## Omdannelse af Statens Arkiver
I 1992 blev Noack udnævnt til rigsarkivar og kom dermed til at stå i spidsen for at omdanne det daværende Statens Arkiver (siden Rigsarkivet) til en styrelse, der skulle hjælpe den statslige forvaltning med at håndtere dens elektroniske arkivalier og sikre muligheden for kassation af ikke-bevaringsværdige arkivalier. Samtidig blev særligt forskernes adgang til arkivalierne forbedret, og arkivernes egen forskning styrket. Han var rigsarkivar under it-revolutionen, der vendte op og ned på arkivernes verden, og sammenlignede selv omstillingen til det digitale samfund med overgangen fra lertavler til papyrus. Efter 17 år fratrådte Noack stillingen i 2009 og blev afløst af Asbjørn Hellum.

## Forfatterskab
- Det tyske mindretal i Nordslesvig under besættelsen. København: Munksgaard, 1974. ISBN 87-16-01898-2.
- Den stalinistiske revolution. Hovedtræk af det sovjetiske samfunds politisk-økonomiske udvikling 1921-1953. 2 bind. København: Berlingske Forlag, 1976. ISBN 87-19-35705-2.
- Det danske mindretal i Sydslesvig 1920-1945. 2 bind. Aabenraa: Institut for Grænseregionsforskning, 1989. ISBN 978-87-87637-53-4 og ISBN 978-87-87637-55-8.
- Det sydslesvigske grænsespørgsmål 1945-1947. 2 bind. Aabenraa: Institut for Grænseregionsforskning i samarbejde med Dansk Politik Under Forandring, 1991. ISBN 978-87-87637-16-9 og ISBN 978-87-87637-73-2.
- (red.) Danmark, Norden og NATO 1948-1962. I samarbejde med Carsten Due-Nielsen og Nikolaj Petersen. København: Jurist- og Økonomforbundets Forlag, 1991. ISBN 978-87-574-3016-5.
- Arkiver og kulturhistoriske museer. Aarhus: Klim, 1995. ISBN 978-87-7724-448-3.
- Det danske mindretal i Sydslesvig 1948-1955. 2 bind. Aabenraa: Institut for Grænseregionsforskning, 1997. ISBN 978-87-90163-52-5 og ISBN 978-87-90163-54-9.
- Da Danmark blev Danmark. Fortællinger af forhistorien til 1864. København: Gyldendal, 2014. ISBN 978-87-02-15785-7.
- Nationalt tilhørsforhold i Nordslesvig. Resultater fra en interviewundersøgelse. I samarbejde med Jørgen Elklit og Ole Tonsgaard. Aarhus: Det lærde Selskab, 1978. ISBN 87-87671-05-0.